# Мчедлідзе Гурам Муразович
Гурам Муразович Мчедлідзе (груз. გურამ მჭედლიძე; нар. 12 серпня 1972, Очамчире, Абхазія) — український та грузинський борець вільного стилю, бронзовий призер чемпіонату Європи, учасник Олімпійських ігор.

## Життєпис
Боротьбою почав займатися з 1986 року. У 1998 році представляв Україну на міжнародних змаганнях, але особливого успіху не досяг — на чемпіонаті світу став сьомим, а на чемпіонаті Європи — лише дванадцятим. В Україні тренувався під керівництвом Джимшері Гурчіані.
З 2000 року почав виступи за збірну Грузії. Того ж року став бронзовим призером чемпіонату Європи і виступив на Олімпіаді в Сіднеї, де посів лише тринадцяте місце. Виступав за спортивне товариство «Динамо» Тбілісі. Тренер — Давид Хурдзія.

### Родина
Син Гурама Мчедлідзе Мураз є членом збірної України з вільної боротьби. Він чемпіон Європи серед юніорів та багаторазовий призер чемпіонатів світу і Європи у молодших вікових групах. Тренером Мураза є його батько.
Інший син Гурама Мчедлідзе Давид переважно займався футболом. Іноді переключався на вільну боротьбу. Лише після двох місяців активних тренувань він переміг на всеукраїнському турнірі з боротьби до 15 років і був включений до складу збірної України серед кадетів. Тренером Давида є тренер його батька Джимшері Гурчіані.
Мешкає родина Мчедлідзе у Дніпрі.

## Спортивні результати на міжнародних змаганнях

### Виступи на Олімпіадах
| Змагання                    | Збірна | Вагова категорія          | Місце |
| --------------------------- | ------ | ------------------------- | ----- |
| Літні Олімпійські ігри 2000 | Грузія | вільна боротьба, до 76 кг | 13    |

### Виступи на Чемпіонатах світу
| Змагання                        | Збірна  | Вагова категорія          | Місце |
| ------------------------------- | ------- | ------------------------- | ----- |
| Чемпіонат світу з боротьби 1998 | Україна | вільна боротьба, до 76 кг | 7     |
| Чемпіонат світу з боротьби 2002 | Грузія  | вільна боротьба, до 74 кг | 7     |

### Виступи на Чемпіонатах Європи
| Змагання                         | Збірна  | Вагова категорія          | Місце  |
| -------------------------------- | ------- | ------------------------- | ------ |
| Чемпіонат Європи з боротьби 1998 | Україна | вільна боротьба, до 76 кг | 12     |
| Чемпіонат Європи з боротьби 2000 | Грузія  | вільна боротьба, до 76 кг | Бронза |
| Чемпіонат Європи з боротьби 2002 | Грузія  | вільна боротьба, до 74 кг | 4      |

### Виступи на інших змаганнях
| Змагання                  | Збірна  | Вагова категорія          | Місце  |
| ------------------------- | ------- | ------------------------- | ------ |
| Тестовий турнір FILA 1998 | Україна | вільна боротьба, до 76 кг | Срібло |